# Grand Prix de la Ville d’Oran
Der Grand Prix de la Ville d’Oran ist ein algerisches Straßenradrennen. Das Eintagesrennen wird in der Regel einen Tag nach Ende der Tour Internationale d’Oranie ausgetragen und führt ebenfalls wie das Etappenrennen um die Stadt Oran.
Dieses Radrennen wurde 2015 erstmals veranstaltet. Es gehört der UCI Africa Tour an und ist in der UCI-Kategorie 1.2 eingestuft.
Premierensieger wurde Janvier Hadi aus Ruanda.

## Sieger
- 2015  Janvier Hadi
- 2016  Tomas Vaitkus